# Lee Morse
Lena Corinne "Lee" Morse (née Taylor; 30 de noviembre de 1897 – 16 de diciembre de 1954) fue una cantautora de jazz y blues, compositora, guitarrista, y actriz estadounidense. La mayor popularidad de Morse se produjo en los años veinte y principios de los treinta como torch singer, aunque su carrera comenzó hacia 1917 y continuó hasta su muerte en 1954.
Morse era conocida por su voz fuerte y profunda y por su registro vocal, que a menudo contradecía su baja estatura. Tenía un registro vocal de contralto y una de sus señas de identidad era su estilo único de cantar a la tirolesa. Morse grabó más de 200 canciones a lo largo de su carrera y fue una de las cantantes femeninas más grabadas de la década de 1920. También tuvo un éxito moderado como actriz en el teatro de Broadway. Sin embargo, su vida y su carrera se vieron empañadas por el alcoholismo. El grupo de Morse, los Blue Grass Boys, no tenía ninguna relación ni con su homónimo posterior de Bill Monroe ni con la música bluegrass.
En 2014, la interpretación de Morse de "If You Want the Rainbow" se utilizó en un episodio de la serie de HBO Boardwalk Empire.

## Vida y carrera

### Primeros años
Morse nació como Lena Corinne Taylor el 30 de noviembre de 1897 en Cove, Oregón, una pequeña ciudad del Grande Ronde Valley. Algunas fuentes indican que el lugar de nacimiento de Morse fue Portland, Oregón, aunque su certificado de defunción lo pone en duda, ya que en él figura como lugar de nacimiento Condado de Union, Oregón. Era la novena de doce hijos (y la tercera hija) de Pleasant John Taylor, pastor local de Texas, y su esposa Olive Higgins Fleming. El hermano menor de Morse era Glen H. Taylor, cantante de country y político demócrata que fue miembro del Senado de los Estados Unidos por Idaho, y también fue candidato a la Vicepresidencia de los Estados Unidos con Henry Wallace. Entre los demás hermanos de Morse había otros seis hermanos: Robert, Davis, Jackson, Ephraim, Ruford y Paul; dos medias hermanas, Elinor y Carrie; y dos medios hermanos, Lemuel y Pleasant.
La familia Taylor era musical y, antes del nacimiento de Lena, había recorrido Idaho en carromato cubierto como la Taylor Family Concert Company, lo que les proporcionó suficiente dinero para comprar un rancho en La Grande, Oregón. Después de que su rancho fuera embargado, la familia se trasladó a la pequeña ciudad de Kooskia, Idaho, donde Lena pasó sus primeros años. A los tres años ya había aprendido a cantar imitando a sus hermanos, lo que explica su posterior capacidad para dominar los registros más graves de su registro vocal.
En 1908, los Taylor se trasladaron a Clearwater Valley, a cinco kilómetros al este de Kooskia. La familia tenía poco dinero, y el padre John Taylor pasó tiempo como predicador itinerante en Colorado y a través de Oregón. A menudo se oía cantar a Lena Taylor de camino a la escuela. El 2 de mayo de 1915, Lena se casó con Elmer Morse, un carpintero local de Wallace, Idaho. Tuvo un hijo, Jack, en 1916. Sin embargo, Lena deseaba hacer carrera como cantante y se separó de Morse en 1920.

## Primeros años de carrera

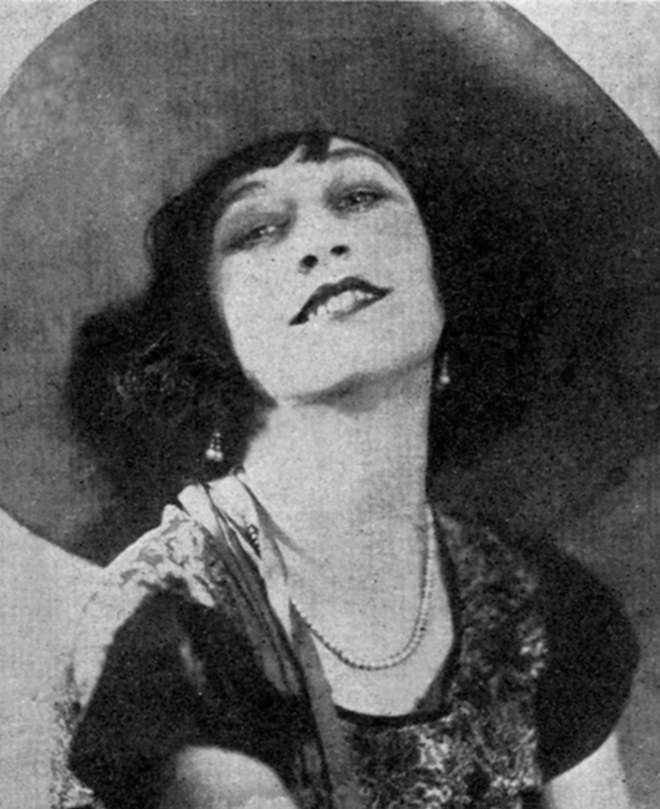
Morse en una foto publicitaria

Su primer reconocimiento profesional se produjo en 1918, cuando actuó bajo el nombre de "Mrs. Elmer Morse" en un cine mudo local. Durante los años siguientes actuó principalmente en pequeñas ciudades del noroeste del Pacífico, como Spokane, Washington y Chewelah, acompañándose con la guitarra.
La familia de Lee Morse se dedicó a la política y a la música. En 1920, su padre fue elegido delegado en la Convención Nacional Demócrata. Morse acompañó a su padre a San Francisco y, durante su estancia allí, actuó en una convención en el Hotel St. Francis. Gracias a ello, Will King, un famoso productor de vodevil de la época, se fijó en ella y le firmó un contrato.
Morse aprovechó la oportunidad para hacer carrera en el vodevil de la Costa Oeste. Dejó atrás Kooskia—y a su esposo Elmer—para siempre. Su hermano Glen observó más tarde: "se fue de casa cuando estábamos descalzos y tenía la mejor suite en un hotel de Portland cuando la volví a ver".
En 1921, Morse comenzó a trabajar en revistas musicales bajo las órdenes de Kolb y Dill. En 1922, se unió al circuito Pantages con un número de 15 minutos titulado Do You Remember One Small Girl a Whole Quartet. Un crítico observó que "canta como una barítono 'Silver Moon', luego pasa a un bajo con 'Asleep in the Deep' y termina como una soprano con 'Just a Song of Twilight'". En noviembre de 1922, el crítico de Variety observó: "Da la impresión de ser una imitadora masculina, hace yodels con bastante dulzura, canta el número de 'blues' mejor que la mayoría".
En 1923, Morse consiguió un papel en la versión itinerante de la revista Hitchy Koo. El reparto incluía a la estrella Raymond Hitchcock, así como a Marion Green, Irene Delroy, Al Sexton, Busby Berkeley y Ruth Urban. A continuación actuó en la revista de Shubert Artists and Models, que se estrenó en Broadway el 20 de agosto de 1923.

### Música, teatro, y cine
En 1924, Morse comenzó su carrera discográfica con un contrato con el sello Pathé. Debido a su voz grave, sus discos Pathé y Perfect se titularon "Miss Lee Morse". En esta época de grabaciones acústicas, la potencia de su voz era esencial para el éxito de sus grabaciones. También durante esta época, tuvo la oportunidad de grabar muchas de sus propias composiciones, como "Golden Dream Girl". Entre sus grabaciones destacadas de este periodo se encuentran "Telling Eyes", "Those Daisy Days", "An Old-Fashioned Romance" (que volvió a grabar para Columbia en 1927), "Blue Waltz", "The Shadows on the Wall", "Deep Wide Ocean Blues", "A Little Love" y "Daddy's Girl".

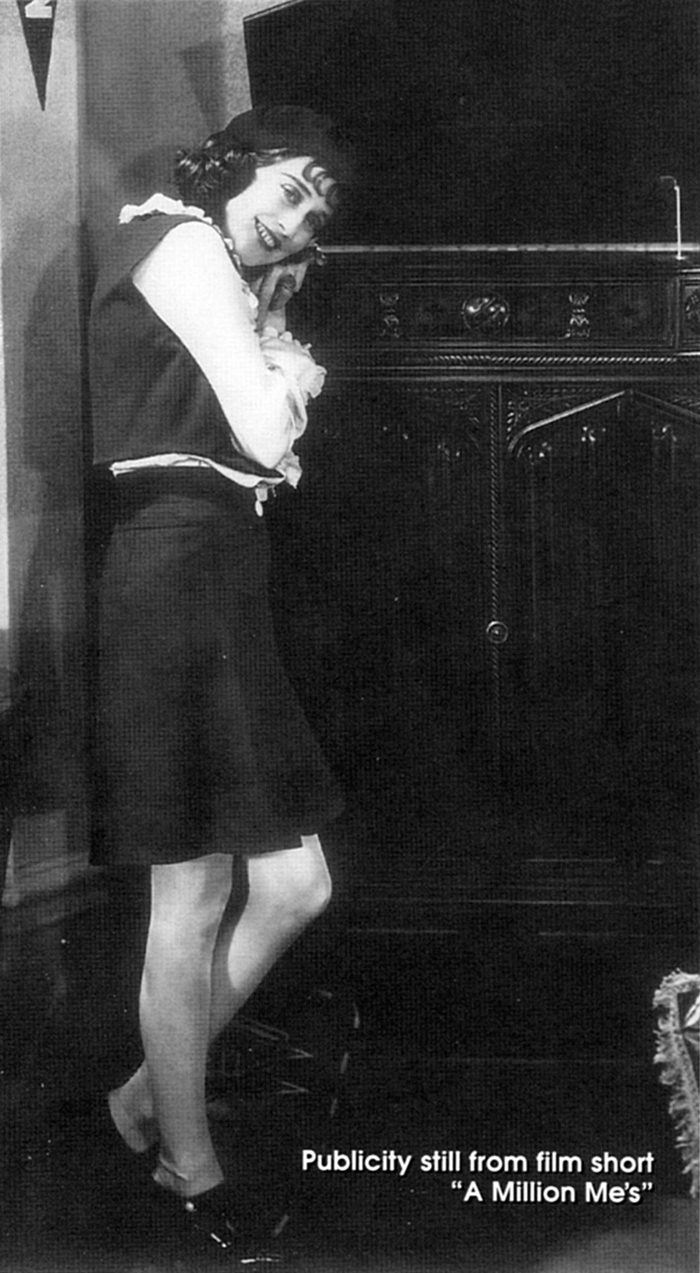
Morse en A Million Me's, la primera de las tres películas de un carrete que rodó en 1930

Pathé dio a Morse la oportunidad de permitirse un nivel de experimentación, no sólo grabando sus propias canciones, sino también gracias a la oportunidad de explorar los límites de sus capacidades vocales. En estas primeras grabaciones predominan sus característicos "whoops", "yips" y "yodels". Aunque algunos las tacharon de artificio, estas técnicas añadían personalidad a su voz y le permitían demostrar su registro en varias octavas.
El éxito de Morse como artista le pasó factura en su vida personal. Su marido, Elmer Morse, había creado una casa para ella con muebles construidos por él mismo. El 18 de febrero de 1925 solicitó el divorcio por deserción y abandono. Aunque había abandonado a su marido y a su hijo cinco años antes, Morse pudo conservar la custodia de su hijo Jack. En octubre de 1926, Elmer Morse murió de escarlatina en Spokane, Washington, a los 35 años.
En 1927, junto con otros destacados vocalistas de Pathé y Perfect (Willard Robison, Annette Hanshaw, Cliff Edwards), Morse se trasladó al sello Columbia. De 1927 a 1932, fue una de las intérpretes femeninas más populares del sello, sólo superada por Ruth Etting. Siguió actuando en vodevil y en otros escenarios, y consiguió un papel en la obra de Ziegfeld Simple Simon que podría haberla convertido en una estrella aún mayor. Pero su problema con la bebida la dejó incapacitada para actuar en el debut del espectáculo el 18 de febrero de 1930. Según el biógrafo de Lorenz Hart Gary Marmorstein: "[En la noche del estreno], Wynn, el bicipiano y Lee Morse hicieron su entrada y fueron recibidos con aplausos. Todo habría ido bien si no fuera porque Miss Morse había bebido de más y no recordaba ni la letra ni la música". Sin su estrella, los productores pidieron a Ruth Etting que la sustituyera. Como resultado, la canción "Ten Cents a Dance" se convirtió en el tema estrella de Etting, mientras que la prometedora carrera de Morse en Broadway terminó abruptamente.
A mediados de la década de 1920, Morse conoció al pianista Bob Downey. Se convirtió en su acompañante en el escenario y en su compañero de vida, y ambos contrataron juntos espectáculos internacionales, incluida una gira por el Reino Unido que concluyó con un espectáculo en el Piccadilly Theatre de Londres, Inglaterra. Vivieron juntos como pareja, aunque sigue siendo cuestionable si estaban casados o no. Ella y Downey abrieron un pequeño club en Texas que se incendió en 1939. Se trasladaron a Rochester, Nueva York. Downey dejó a Morse por una bailarina de striptease. El fin de su relación dejó a Morse devastada y más dependiente del alcohol, que en la década de 1930 se había convertido en un compañero constante.
Aunque las perspectivas de Morse en Broadway se habían desvanecido en la década de 1930, todavía se la podía ver en varios cortometrajes de películas musicales, como A Million Me's (Paramount, 25 de abril de 1930), The Music Racket (Vitaphone, 30 de junio de 1930) y Song Service (Paramount, 24 de octubre de 1930).
Siempre había preferido el público de los escenarios a los pequeños clubes, y en una ocasión comentó: "¡Me pongo nerviosa! No lo soporto. Quiero gritar". Su miedo escénico estaba supuestamente relacionado con su problema con la bebida, desarrollado durante su carrera. Sin embargo, a medida que el negocio cambiaba en los años treinta, se vio obligada a aceptar citas en clubes cuando las actuaciones en el escenario empezaron a escasear.

### Carrera posterior

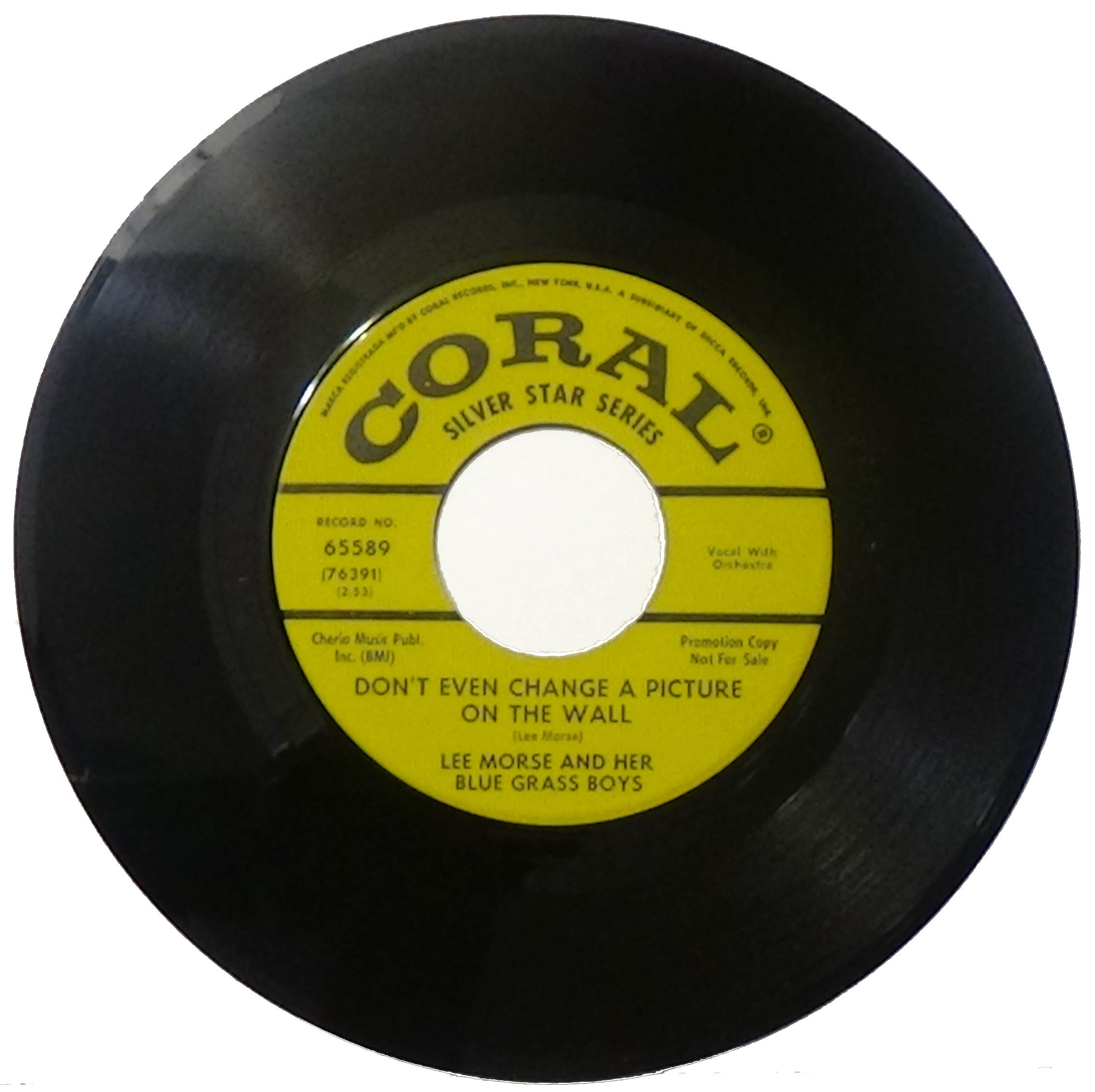
El último disco de Lee Morse, "Don't Even Change A Picture On The Wall".

Tras el fin de su relación con Bob Downey a finales de la década de 1930, Morse atravesó un periodo difícil que dejó a sus allegados preocupados por su salud. En abril de 1930 sufrió una afección en la garganta mientras se encontraba en Indianápolis. Su vida mejoró cuando conoció a Ray Farese, con quien se casó en 1946. Farese la ayudó a revitalizar su carrera consiguiéndole un programa de radio en Rochester y asegurándole fechas en clubes locales. Intentó regresar con la canción "Don't Even Change a Picture on the Wall", escrita en la década de 1940 para los soldados de la Segunda Guerra Mundial y grabada en 1951. Aunque la canción tuvo éxito a nivel local, no consiguió devolverle el éxito de antaño.

## Muerte
Morse murió el 16 de diciembre de 1954 en Rochester mientras visitaba a un vecino. Tenía 57 años. Está enterrada en el Riverside Cemetery.
Tras su muerte, su marido, Ray Farese, entregó sus fotos y su álbum de recortes al periodista Howard Hosmer, que al parecer realizó una retrospectiva de su carrera para una emisora local. Farese murió antes de que Hosmer pudiera devolver los recuerdos de Lee. Hosmer murió en 1986.

## Filmografía
| Año  | Título           | Estudio      | Notas        | Ref. |
| ---- | ---------------- | ------------ | ------------ | ---- |
| 1930 | A Million Me's   | Paramount    | Cortometraje |      |
| 1930 | The Music Racket | Warner Bros. | Cortometraje |      |
| 1930 | Song Service     | Paramount    | Cortometraje |      |

## Créditos de teatro
| Año  | Título             | Papel      | Ubicación                        | Notas                     | Ref.   |
| ---- | ------------------ | ---------- | -------------------------------- | ------------------------- | ------ |
| 1922 | Hitchy-Koo         | Intérprete | Tour nacional                    |                           | [ 4 ]  |
| 1923 | Artists and Models | Intérprete | Winter Garden Theater (Broadway) |                           | [ 20 ] |
| 1930 | Simple Simon       | Sal        | Ziegfeld Theatre (Broadway)      | Abandono de la producción | [ 20 ] |